# Guido Guerra I Guidi
Guido Guerra I Guidi (... – 6 ottobre 1124) è stato un nobile italiano.

## Biografia
Con Guido IV suo padre, detto Bevisangue per l'abitudine di leccare il sangue dei nemici uccisi sulla sua spada, i conti Guidi tentarono di imporsi come dinastia ducale/marchionale di Toscana.
Marchese di Tuscia, venne adottato dalla Grancontessa Matilde di Canossa, che lo appoggiò nella politica favorevole a papa Pasquale II. Andò crociato a combattere in Terrasanta. Nel 1098 combatté a fianco dei faentini contro Guido da Caminizia, asserragliato nella rocca di Selvamaggiore. Nel 1103 partecipò all'assedio di Faenza contro i Manfredi. Nella sua vita fece numerose e importanti donazioni a monasteri e chiese della Toscana. Nel 1120 fece edificare il castello di Vinci.
Dopo la morte di Guido Guerra (1124) il margraviato fu affidato a vicari imperiali scelti principalmente tra i nobili tedeschi.

## Discendenza
Guido sposò Imilia di Rinaldo detto Sinibaldo, dalla quale ebbe cinque figli:
- Guido Guerra II Guidi (?-1157), militare, padre di Guido Guerra III Guidi.
- Sofia (?-1210), badessa di Pratovecchio.
- Imelda
- Guerriera, religiosa
- Ermellina